# Droga wojewódzka nr 567
Droga wojewódzka nr 567 (DW567) – droga wojewódzka o długości 29,3 km, łącząca DK60 z Płocka, z DK10 do Góry.